# Balıkesir
Balikesir este un oraș din Turcia.

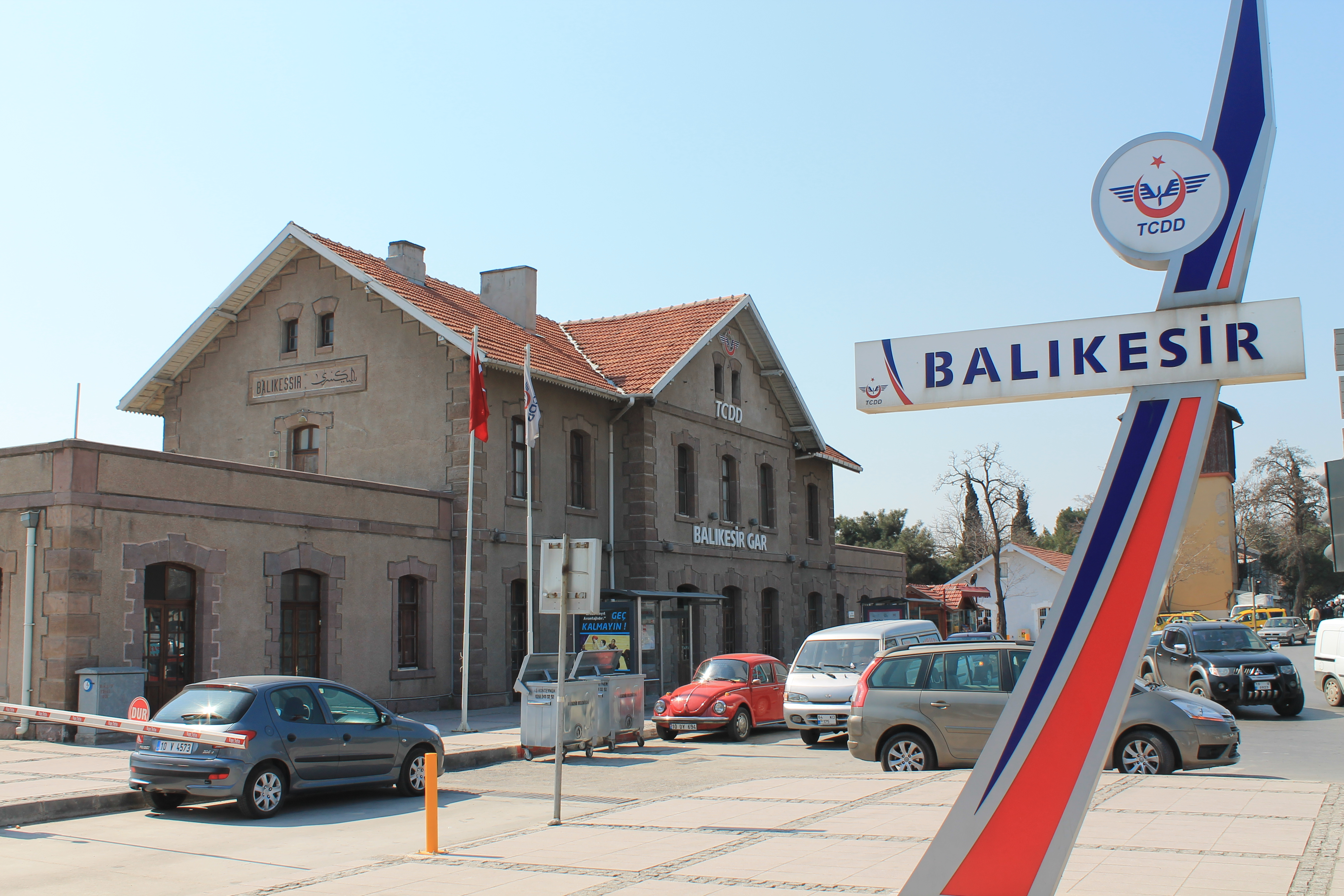

Capitală a provinciei Balıkesir, are o populație de 259.157 locuitori.